# Washington at Valley Forge (film 1914)
Washington at Valley Forge è un film muto del 1914 diretto da Francis Ford. Ambientato all'epoca della Rivoluzione Americana, aveva come interpreti Francis Ford e Grace Cunard.
È il remake di un film del 1911 con Lois Weber, il cortometraggio A Heroine of '76.

## Trama
Durante la rivoluzione, Betty si trova in una locanda nei pressi di Valley Forge dove è accampato George Washington. La giovane donna sente per caso i piani degli Assiani per attaccare gli americani e ne informa l'uomo che ama, in modo che lo riferisca a Washington. Il fratello di Betty, però, scopre che l'innamorato della sorella è una spia dei britannici e anche che è in atto un complotto per uccidere quella notte il generale nella locanda. Betty convince Washington a cambiare la camera con la sua: quando la spia penetra nella stanza, ferisce la ragazza al posto del suo vero obbiettivo.
La mattina dopo, il generale ricompare, illeso. Betty, invece, ferita mortalmente, ha ancora il tempo di denunciare la spia che viene arrestata.

## Produzione
Il film fu prodotto dall'Universal Film Manufacturing Company.

## Distribuzione
Distribuito dall'Universal Film Manufacturing Company, il film uscì nelle sale cinematografiche USA il 30 marzo 1914.
Non si conoscono copie ancora esistenti della pellicola che viene considerata presumibilmente perduta.